# Mimotesthus annulicornis
Mimotesthus annulicornis är en skalbaggsart som beskrevs av Maurice Pic 1935. Mimotesthus annulicornis ingår i släktet Mimotesthus och familjen långhorningar. Inga underarter finns listade i Catalogue of Life.